# Jean Levie
Jean Levie (Charleroi, 21 gennaio 1885 – Lovanio, 15 agosto 1966) è stato un presbitero e teologo belga, membro della Compagnia di Gesù.
Professore di esegesi del Nuovo Testamento, dal 1926 al 1951 diresse la Nouvelle Revue théologique.

## Biografia
Figlio di Michel Levie, dal 1900 al 1921 deputato per la Democrazia Cristiana nel seggio di Charleroi, conseguì il dottorato in filologia classica all'Università di Lovanio. Nel 1917 fu ordinato sacerdote a Lovanio. Dopo aver studiato a Lovanio, Bruxelles e Parigi, nel 1921 divenne professore di Esegesi del Nuovo Testamento allo scolasticato gesuita di Lovanio, iniziando una carriera accademica che lo occupò in questo istituto per più di quarant'anni.
Dal 1926 al 1951 diresse la rivista Nouvelle Revue Théologique e, dal 1929 al 1933, la collana editoriale Museum Lessianum.
Estimatore del metodo storico-critico e della figura di padre Marie-Joseph Lagrange, fondatore della Scuola biblica di Gerusalemme, dopo la pubblicazione dell'enciclica Humani generis assunse una posizione moderata e meno aperta nei confronti della Nouvelle théologie.
A seguito della promulgazione dell'enciclica Divino afflante Spiritu nel 1943, diede alle stampe una serie di articoli sulle condizioni richieste per un'interpretazione pienamente cristiana della Sacra Scrittura e sul rapporto tra esegesi critica e interpretazione teologica. Essi furono raccolti nel volume intitolato La Bible, parole humaine et message de Dieu (La Bibbia, parola umana e messaggio di Dio), preceduta da un'ampia esposizione della storia dell'esegesi del secolo precedente.
Secondo Levie, Pio XII non citò interamente la sezione dell'enciclica Spiritus Paraclitus in cui Benedetto XV rigettava la tesi dell'esistenza di una duplice verità scritturale: una assoluta, di tipo storico; una relativa, riferita all'opinione popolare contemporanea a un dato argomento. Benedetto XV condannò esplicitamente quegli esegeti che affermavano che gli autori della Bibbia avessero ignorato i fatti e li avessero narrati secondo le opinioni dominanti e secondo prove destituite di fondamento, non citando le proprie fonti e non facendo proprie le idee di terze parti. Tuttavia, la Divino afflante Spiritu stabilì una parola definitiva sul rapporto tra "autentica critica storica" e l'ispirazione divina della Sacra Scrittura. Pur nella verità storica del testo, essa riconobbe l'esistenza di molteplici forme letterario che risultano un fattore-chiave soprattutto nell'interpretazione dell'Antico Testamento. Gli esempi occasionalmente addotti erno pochi e banali, lasciando molta libertà agli esegeti cattolici.